# Claude Lacroix
Claude Lacroix (6 januari 1944 - 2 maart 2021) was een Franse striptekenaar en scenarioschrijver. Hij is vooral bekend vanwege zijn bijdrage aan de stripserie De cyclus van Cyann van tekenaar François Bourgeon. Als striptekenaar verscheen van hem in het Nederlandse taalgebied alleen de eerste drie delen van de sf-serie Yann de zwerver (5 delen in het Frans).
Lacroix bracht ook werk uit onder de pseudoniemen Alias, Tadeus Liszt en Tartempion.

## Biografie
Zijn eerste cartoons werden in 1964 gepubliceerd in het humoristische tijdschrift L'Os à marelle, daarna volgden publicaties in onder andere Candide, Arts et Loisirs, Elle, Plexus, Hara-Kiri, La Vie française en 60 millions de consommateurs. Ook verschenen van hem bijdragen in kranten, zowel tekeningen als scenario’s.
In 1968 leerde hij Bourgeon kennen. Samen bedachten ze een fantasie wereld Cyann met voertuigen, kledij, decors, steden, maatschappijen en diverse meer, waarvoor Lacroix veel ontwerptekeningen leverde. Lacroix schreef ook een  boek over de wereld van Cyann.
Sinds 1987 ontwierp hij decors voor talloze tekenfilmreeksen, ook voor stripreeksen zoals Papyrus en Cédric.
Op 2 maart 2021 stierf  Lacroix aan een hersenaandoening.

## Werken
- Les Aventures des Gammas, scenario van François Weiss, CLE International, drie delen : 1975 - 1976
- Yann le migrateur (Yann de Zwerver), scenario van Robert Génin, Glénat, 5 delen : 1978 - 1984
- L'homme au chapau onder het pseudoniem Tartempion, Dargaud, Collection Pilote, drie delen : 1979 - 1982
- Sidereal Fariboles, onder het pseudoniem Alias,[3] Les Humanoïdes Associés, 1979 ISBN 2-7316-0004-7
- Le Cyclus de Cyann (De cyclus van Cyann), in samenwerking met François Bourgeon, ed. Casterman, 12 bis, Vents d'Ouest, Delcourt, 1993-2014
- Of Monuments & Men, t. 3 ISBN 978-2-7468-1586-5

## Prijs
- 1998 : Alph'Art du public op het festival van Angoulême voor Le Cycle de Cyann, t. 2